# Burg Hunedoara
Die Burg Hunedoara, deutsch Burg Eisenmarkt (rumänisch Castelul Corvinilor; ungarisch Vajdahunyadi vár), gehört zu den bedeutendsten Profanbauten Siebenbürgens. Die Felsenburg wurde auf den Resten einer Wehranlage aus dem 14. Jahrhundert errichtet. Sie befindet sich auf einem Kalkfelsen im südwestlichen Teil der Stadt Hunedoara (deutsch Eisenmarkt) in Rumänien. Der ungarische Staatsmann und Feldherr Johann Hunyadi ließ nach 1440 eine bereits bestehende Wehranlage zur Stammburg der Adelsfamilie Hunyadi umbauen. In der zweiten Bauphase nach 1458 wurde die Anlage unter König Matthias Corvinus erweitert. Anfang des 17. Jahrhunderts erfolgten unter Fürst Gábor Bethlen weitere größere Umgestaltungen an dem Bauwerk. Die heutige Anlage weist eine Mischung verschiedener Architekturstile auf. Seit 1918 befindet sie sich im rumänischen Staatsbesitz. In der Burg ist ein Museum eingerichtet; gelegentlich dient sie als Filmkulisse.

## Namen
Die denkmalgeschützte Burg ist auch unter mehreren anderen Namen bekannt, wie Schwarze Burg, Corvin-Burg, Corvinus-Burg, Vajdahunyad-Burg und Hunyadi-Burg. Diese Namen spiegeln entweder ihr Aussehen oder die Familien wider, denen sie einst gehörte.

## Geschichte

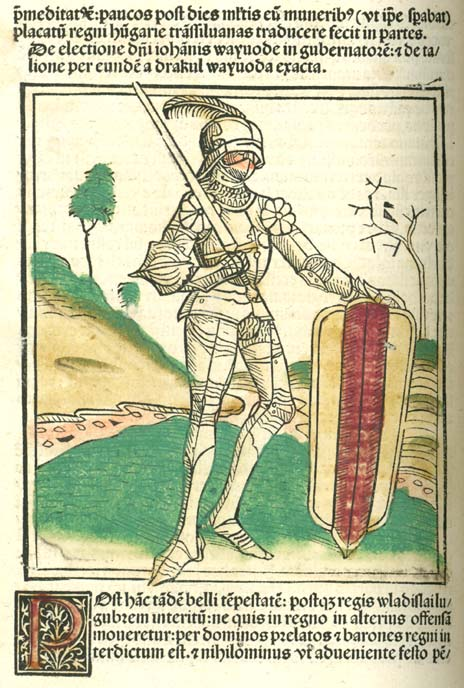
Johann Hunyadi, Erbauer der Burg

Nach einer Urkunde vom 18. Oktober 1409 verlieh König Sigismund von Luxemburg das königliche Gebiet von Hunedoara (Eisenmarkt) mit einer Wehranlage dem Adligen Vojk (Voicu) Corbu. Dieser wahrscheinlich eingewanderte Bojar aus der Walachei diente zuvor als Ritter am Hofe des Königs. Die Region Siebenbürgen gehörte in der damaligen Zeit zum Königreich Ungarn.

### Bewohner und Besitzer der Burg

#### Vom Erbauer der Burg bis Matthias Corvinus
Johann Hunyadi war der Erbauer der Burg. Er errichtete sie zu der Zeit, als er das Amt eines Statthalters oder Wojwoden (ung. Vajda) des Königreichs Ungarn bekleidete. Der Geburtsort dieses Mannes sowie seine Herkunft sind ungewiss. Er war der vermeintliche Sohn des Adligen Vojk (Voicu) Corbu und der Elisabeth Morzsinay. Eine Volkssage machte ihn auch zum Sohn des Königs Sigismund von Ungarn. Der aus Siebenbürgen stammende Staatsmann und Heeresführer gehörte zu den wichtigsten politischen und militärischen Führern des 15. Jahrhunderts in Europa.
Hunyadis erster Sohn Ladislaus Hunyadi, der 1433 in der Burg zur Welt kam, wurde in der Zeit von 1456 bis 1457 Besitzer des Anwesens. Nach seiner Verurteilung und Enthauptung am 16. März 1457 ging der Besitz an Matthias Corvinus, den zweiten Sohn von Johann Hunyadi und Erzsébet (Elisabeth) Szilágyi von Horogszeg. König Matthias Corvinus verweilte infolge seiner Aktivitäten nur zeitweise in der Burg. Im Jahr 1490 starb der König.

#### Zeit nach Matthias Corvinus
Matthias Corvinus’ unehelicher Sohn Johann Corvinus wurde daraufhin neuer Eigentümer der Burg. Er starb 1504 im Alter von einunddreißig Jahren. Seine Witwe, Beatrice de Frangepan, wurde nun als Vormund der Halbwaisen Christoph und Elisabeth neue Burgherrin. Im darauf folgenden Jahr starb ihr Sohn Christoph und 1507 ihre Tochter Elisabeth. Beatrice de Frangepan heiratete nach Ablauf der Trauerzeit 1509 Georg von Brandenburg.

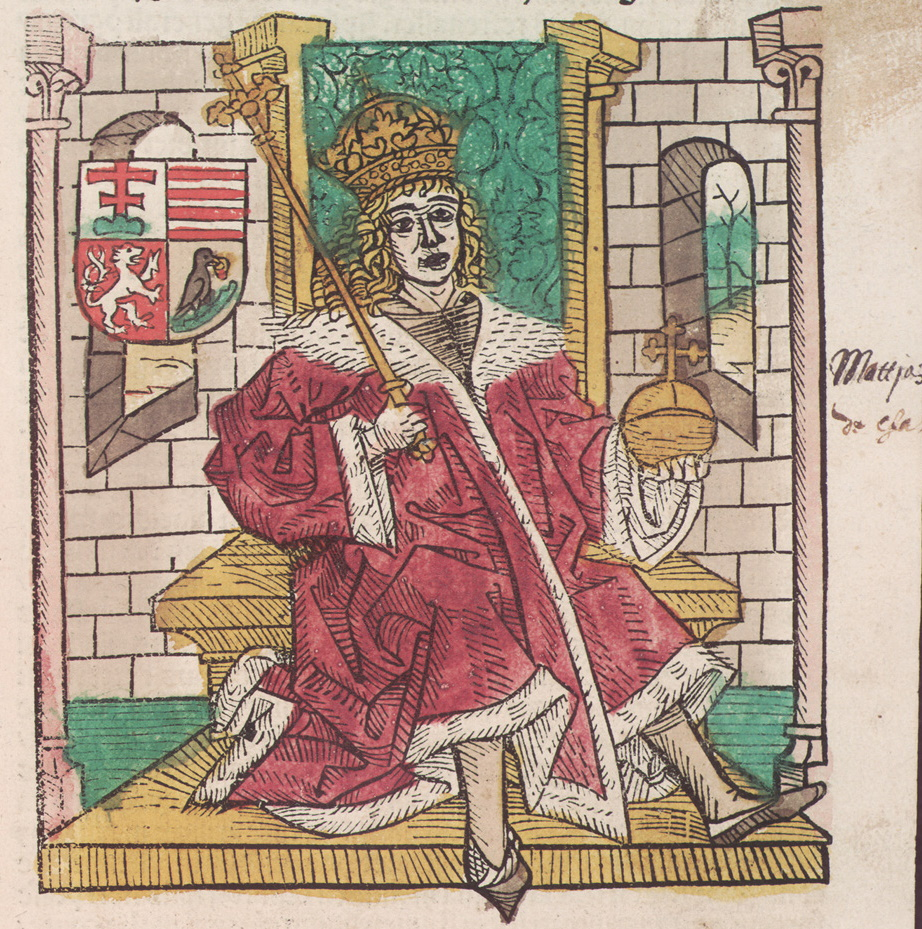
Matthias Corvinus

Der Markgraf von Brandenburg-Ansbach wurde damit zum Alleinerben der Liegenschaften von Burg Hunedoara. Georg von Brandenburg übergab jedoch noch vor seinem Tod die Burg und die dazugehörenden Güter an die Edlen Gaspar und Nicolaus Török von Enning. 1526 befand sich der Besitz bereits in den Händen der Töröks.
Die Eigentümerschaft wechselte danach innerhalb der Familie Török zunächst von Gaspar und Nicolaus Török nach Valentin Török. Nach dem Tod Valentin Töröks im Kerker von Yedikule heiratete ein Capitaneus Georg Badas die Witwe. Er erlangte damit auch die Anrechte an einem Teil des Burggebietes. Valentins Söhne Johann und Franz Török von Enying gelangten später durch die Zahlung einer Abfindungssumme von 12.000 Talern an Georg Badas wieder in den vollständigen Besitz des väterlichen Erbgutes.
Johann und Franz Török hinterließen je einen Sohn, Johann einen gleichnamigen, Franz den in der siebenbürgischen Geschichte mehrfach erwähnten Stefan Török. Stefan verpfändete zu Beginn des Jahres 1605, als letztes männliches Familienmitglied seines Namens, die Burg an den Reitergeneral und späteren Fürst von Siebenbürgen, Gábor Bethlen. Das Pfändungsgeld in Höhe von 12.000 Gulden wurde jedoch erst 1618 von Stefans Erben erhoben, weil seine Schwester Catharina nach Stefans Ableben im Jahr 1612 noch lebte.

#### Von Gábor Bethlen bis zum Tod von Catharina Zólyomi

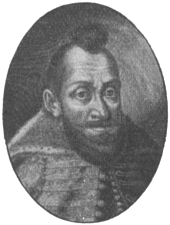
Gábor Bethlen

Gábor Bethlen brachte deshalb den Güterkomplex erst nach Catharina Töröks Tod als heimgefallenes Krongut an sich. Fürst Bethlen hatte mit seiner 1626 verstorbenen Frau Susanna Karolyi zwei Söhne, Gabriel und Michael Bethlen, die jedoch früh starben. Nachdem aus seiner zweiten Ehe mit Katharina von Brandenburg keine Nachkommen hervorgingen, ordnete der Fürst seine Erbschaftsangelegenheiten neu. Er fand einen Erben in seiner Verwandtschaft. Sein Bruder Stefan Bethlen hatte mit seiner Gemahlin vier Söhne und drei Töchter. Gábor erzog den gleichnamigen Sohn seines Bruders und nahm ihn an Sohnes statt an. Nach Gabors Tod am 15. November 1629 trat Stefan Bethlen der Jüngere kraft der testamentarischen Verfügung den Besitz der Burg und Güter von Hunyad an.
Ein Jahr später starb Stefan Bethlen, der Jüngere, auf seinem Schloss zu Ecséd. Stefans Gemahlin verglich sich daraufhin mit Stefans Vater und dessen noch lebendem Sohn Peter über den Besitz und ihr zustehende Erbansprüche. Nachdem Peter Bethlen am 3. August 1646 gestorben und sein Vater ihm zwei Jahre später gefolgt war, gelangte der Besitz an dessen Tochter Catharina Bethlen. Deren Erbansprüche wurden mehrfach angefochten.
Catharina war mit David Zólyomi vermählt, der selbst versuchte auf den siebenbürgischen Fürstenstuhl zu gelangen. Infolgedessen wurde er am 21. August 1633 wegen Hochverrates verurteilt und danach im Gefängnis von Burg Kővár gefangen gehalten. Eindringliches Bitten und Drängen führte dazu, dass Catharina später mit ihrem Gatten das Gefängnis teilen durfte, in dem sie ihre Tochter Kövari Catharina gebar. Während ihrer freiwilligen Gefangenschaft übertrug sie, zur Aufrechterhaltung der Sicherheit und Ordnung des Besitztums, einen Teil der Güter an Stefan Tököli, den Mann ihrer Nichte Maria. Nach dem Tod ihres Gatten im Jahr 1651 kehrte Catharina Bethlen nach Hunedoara zurück. Anschließend versuchte sie die im Hochverratsprozess eingezogenen Güter zurückzuerlangen, was ihr auch teilweise gelang. Dort lebte sie bis 1666. Danach fiel ihr Erbgut an ihre Kinder Maria und Nikolaus Zólyomi, die anschließend den Besitz teilten. Aus ungeklärten Gründen wurde ihre Tochter Kövari Catharina in dem abgefassten Teilungsvertrag nicht erwähnt.

#### Von Nikolaus Zólyomi bis zum Übergang in rumänischen Besitz

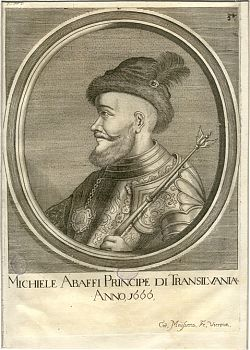
Michael Apafi I.

Der elf Punkte umfassende Vertrag wurde 1667 von Nikolaus Zólyomi, wegen einer eingefügten Klausel zu Gunsten Stefan Tökölis, vor dem zu Marosvásárhely gehaltenen Landtag angefochten. Die Klage endete mit einem Kompromiss. Danach heiratete Nikolaus Zólyomi aus politischen Gründen eine Schwester Georgs I. Rákóczi, um die bestehenden Feindseligkeiten zwischen den beiden Adelsgeschlechtern Bethlen und Rákóczi zu beenden. Nach der Trennung von seiner ungeliebten Gattin ergriff er jedoch Partei gegen Georg II. Rákóczi. Dieser belagerte bei einem Gefecht mit Ákos Barcsay sonach die Burg in Hunedoara, um Zólyomis Treulosigkeit zu rächen. Nach der Belagerung wurde Nikolaus gefangen genommen und in Ungarn bis Juni 1660 inhaftiert. Nach der Inhaftierung setzten sich aber Nikolaus’ politische Umtriebe auch während der Thronstreitigkeiten zwischen Johann Kemény und Michael I. Apafi fort. Aus diesem Grund wurde er wegen Hochverrates angeklagt und neun Monate, bis zu seiner erfolgreichen Flucht am 14. März 1664, in der Festung Făgăraș gefangen gehalten. Seine neu gewonnene Freiheit nutzte Nikolaus Zólyomi, um wieder in den vollständigen Besitz seiner Güter zu gelangen. Er nahm deshalb Kontakt zu den türkischen Befehlshabern um Sultan Mehmed IV. auf, die danach Michael I. Apafi aufforderten, Michael seinen Besitz zurückzugeben.
Der Tod Zólyomis im Jahr 1671 war deshalb eine willkommene Nachricht für Fürst Michael I. Die Güter kamen nun vollständig in die Hände Michaels. Später erwarb Emmerich Thököly von Michael I. den Besitz. Michael II. Apafi, Michael I. Apafis Sohn, wurde danach Eigentümer der Burg. Als er am 1. Februar 1713 starb, kam seine Witwe Catharina Apafis in den Besitz des Anwesens. Sie starb 1724, worauf die Burg der Staatskasse anheimfiel.
Von dieser Zeit an blieb Burg Hunedoara im staatlichen Eigentum: von 1724 bis 1867 zunächst im Besitz von Österreich und anschließend von 1867 bis 1918 im Besitz von Österreich-Ungarn. Seit 1918 ist das Bauwerk in rumänischem Besitz.

### Erforschte Erzählungen und Legenden

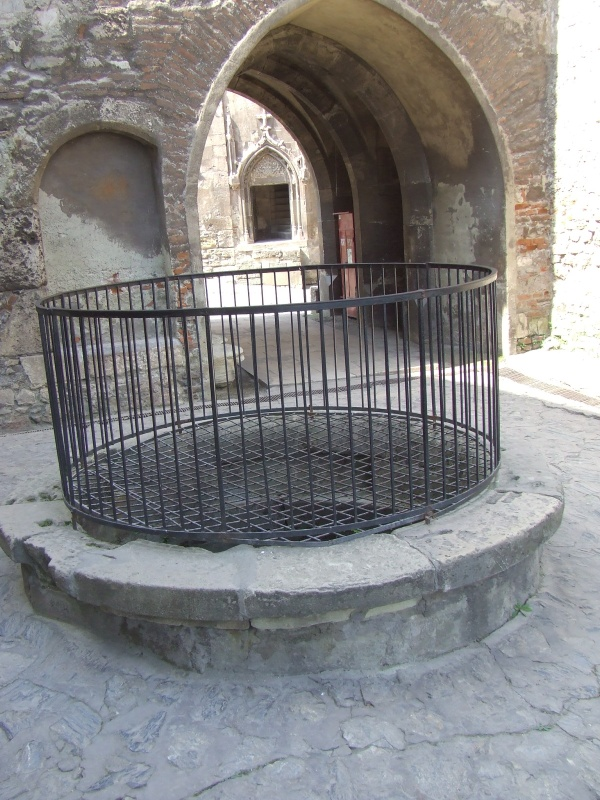
Brunnen

Es gibt mehrere Erzählungen und Legenden über die Burg. Neben anderen Burgen in Siebenbürgen wird auch sie als „die echte Burg Draculas“ gehandelt, allerdings hat Vlad III. Drăculea sie nicht besessen. Er besuchte nur den damaligen Besitzer und Verbündeten Matthias Corvinus auf der Burg. Im Jahr 1462 musste Vlad III. nach einem Kreuzzug gegen die Türken nach Siebenbürgen fliehen. Auf seiner Flucht fand er zunächst Schutz bei Matthias Corvinus, dem damaligen König von Ungarn, der Drăculea jedoch später wegen eines vermeintlichen Verrats zwölf Jahre in der Burg Visegrád und vermutlich auch vorübergehend auf der Burg Hunedoara inhaftieren ließ.

#### Die Legende vom Brunnen
Der Erzählung nach wurde der 28 Meter tiefe Burgbrunnen im Hof der Burg von drei türkischen Gefangenen gegraben, denen ihre Freiheit versprochen wurde, wenn sie so lange grüben, bis sie das Wasser erreichten. Als sie nach 15 Jahren Arbeit ihre Aufgabe erfüllt hatten, wollten ihre Auftraggeber ihre Zusagen nicht einhalten. Nach der Legende zeugt die damals falsch übersetzte Aufschrift der Gefangenen „Ihr habt vielleicht Wasser, aber kaum Gefühle“ an einer Burgwand in Brunnennähe von der bitteren Enttäuschung der Türken.

#### Die Legende vom Raben

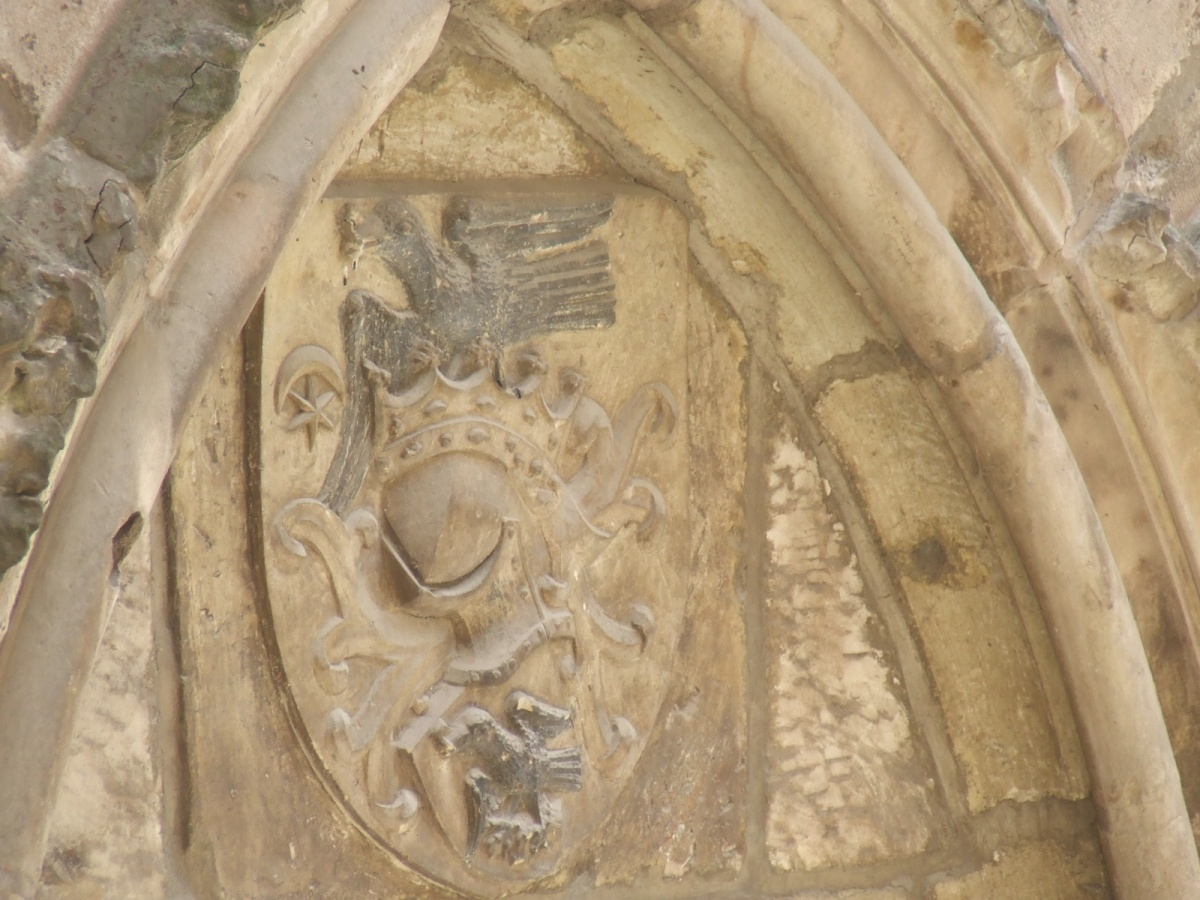
Wappen mit Raben und Ring

Auf dem Wappen der Familie Corvin ist ein Rabe mit einem goldenen Ring im Schnabel dargestellt. Es gibt verschiedene Erzählungen und ein in der Burg befindliches allegorisches Fresko über den Wappenvogel mit Ring. Eine Legende erzählt, dass Johann Hunyadi der uneheliche Sohn von König Sigismund von Luxemburg und seine Mutter Elisabeth Morzsinay gewesen sei. Anschließend soll Sigismund Elisabeth mit dem Adligen Vojk (Voicu) Corbu verheiratet haben.
Als Erkennungszeichen übergab Sigismund seiner Geliebten einen Ring als Geschenk für das ungeborene Kind. Während einer Reise entwendete ein Rabe bei einem Essen den leuchtenden Ring. Johann Hunyadi tötete daraufhin den Raben und gewann so seinen Ring zurück. Zum Andenken an dieses Ereignis wählte er später den Raben als Symbol für sein Siegel. Nach einer anderen weit verbreiteten Erzählung nannte sich Johann Hunyadis Sohn Matthias I. deshalb Corvinus (lateinisch für Rabe), weil er diesen Namen vom Familienwappen der Hunyadi ableitet.

## Baugeschichte

### Vorgängerburg

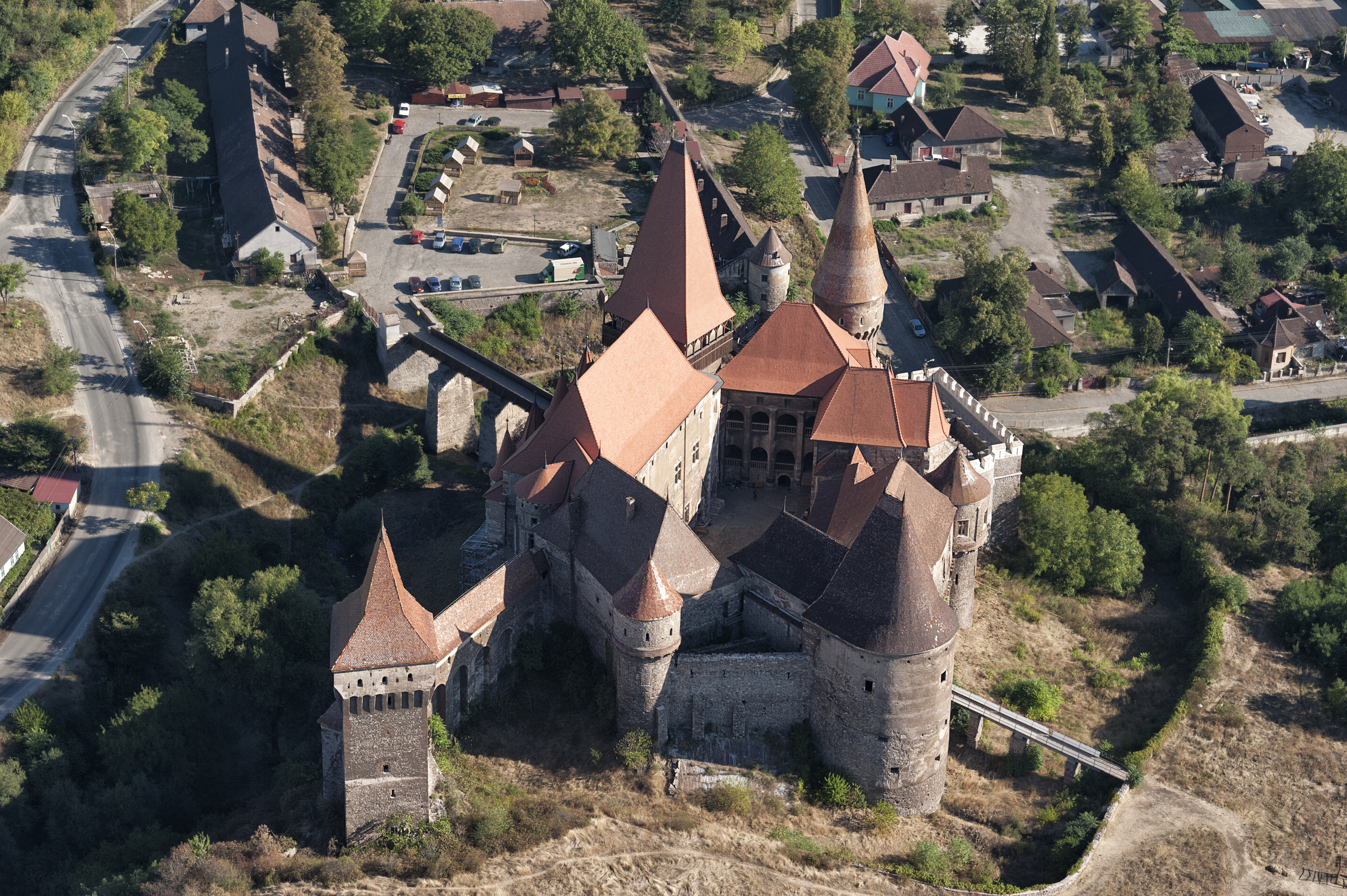
Luftaufnahme, 2014

An dem Bauwerk, das auf einer Vorgängerburg entstand, gab es im Laufe der Zeit viele Umbau- und Renovierungsarbeiten sowie Erweiterungen, jede in den für ihre Epoche typischen Stilrichtungen. Die erste Wehranlage aus Stein datieren einige Historiker ins 14. Jahrhundert. Andere hingegen gehen vom 15. Jahrhundert aus. Diese Wehranlage hatte eine elliptische Form mit spitzen Enden. Die Wände waren bis zu 2 Meter dick. Verbaut wurde Kalkstein, Kies und Dolomit. Untersuchungen aus dem Ersten Weltkrieg ergaben, dass die Festung einen dreieckigen Turm hatte.
Die Burg bildete nach ihrer Vergabe an Vojk (Voicu) Corbu zugleich den Zentralort des Hunyader Komitates. Sie war ein Glied in einer Kette von knapp an der Landesgrenze liegenden früheren Verteidigungsbauten. Solche Burgen wurden nach den strategischen Erfordernissen der damaligen Zeit, insbesondere vor dem Hintergrund der türkischen Bedrohung, errichtet.

### Stammburg der Hunyadi

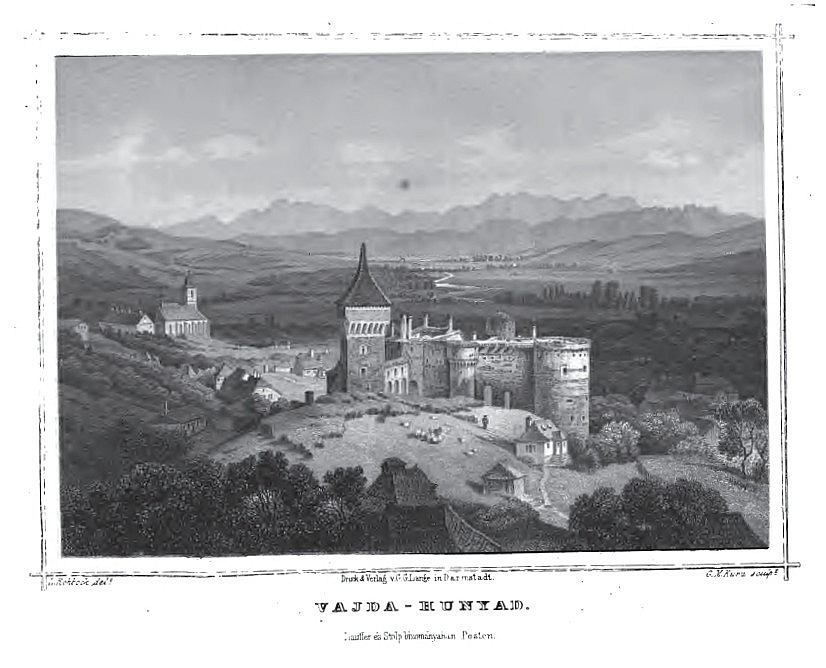
Burgansicht von Süden, 1822

Die von Johann Hunyadi nach 1440 in Auftrag gegebene Burg ist ein Meisterwerk der gotischen Profanarchitektur, das an die französischen Schlösser dieser Zeit erinnert. Hunyadi ließ die Festung zu seiner Stammburg umbauen. Wann genau er sein Erbe antrat, ist unbekannt. Er setzte aber danach einen namentlich nicht bekannten Burgvogt ein, der während seiner Abwesenheit seine Rechte vertrat.
Im Jahr 1446, als Johann Hunyadi Reichsverweser von Ungarn geworden war, stand die bereits 1442 begonnene Kapelle. Sie bildet den ältesten Teil der Stammburg der Hunyadi. In der ersten Bauphase entstanden weitere Mauern rund um die bereits bestehende Festung. Des Weiteren wurden die Rundtürme Pustiu, Tobosarilor und Capistrano sowie die an der nordwestlichen und der südöstlichen Seite der Burg befindlichen rechteckigen Portaltürme Nou de poarta und Vechi de poarta errichtet. Der repräsentative Wohntrakt und der darunterliegende Rittersaal aus dem Jahr 1452 wurden im westlichen Teil gebaut. Eine lange Galerie verband den neu errichteten Njebois-Turm mit der Burg.

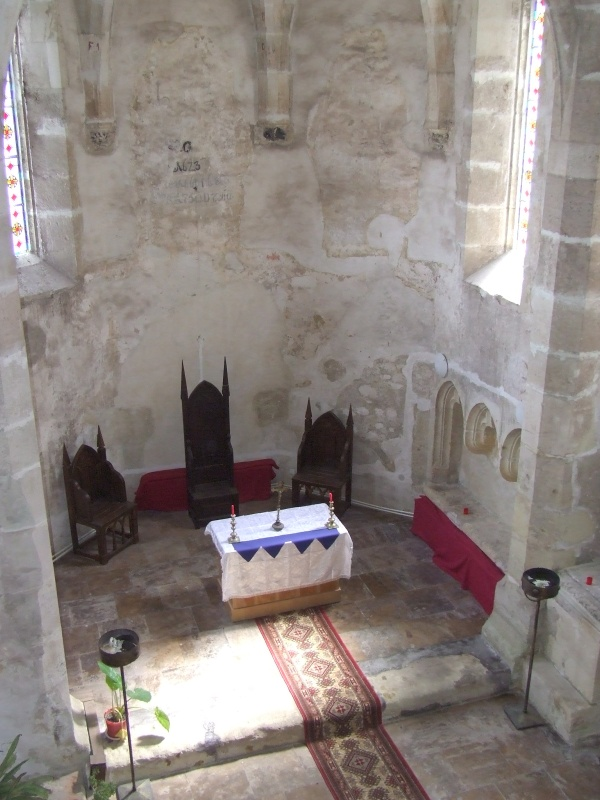
Burgkapelle

Johannes Hunyadi wohnte oberhalb des Rittersaales in nächster Nähe zu seinem Freund Johannes von Capistrano – einem Wanderprediger –, der in einer Zelle in der nordwestlichen Eckbastei lebte. Spätere Burgherren logierten in dem Burgteil oberhalb des Haupttores. Der Wohnbereich lag in der Nähe des unter dem Rittersaal befindlichen Kerkers mit seiner „Eisernen Jungfrau“. Hunyadis erster Sohn Ladislaus Hunyadi soll 1433 auf dem Steinsitz in der Blende des zweiten nördlichen Erkers der Burg geboren worden sein.
Die Matia-Loggia, auch Matthiasflügel genannt, entstand erst in der zweiten Bauphase unter König Matthias Corvinus nach 1458. Dem König werden in dieser Bauphase auch der an der Nordseite der Burg anstoßende östliche Zubau sowie die aus der tiefen Talsohle aufsteigende Zugangsbrücke zugeordnet, die von fünf gemauerten hohen Pfeilern getragen wird. Die Bauarbeiten im Stil der Renaissance wurden um 1480 unter Matthias Corvinus abgeschlossen. Die über dem Haupttor in Stein eingehauene Jahreszahl 1480 belegt diese Annahme. Das Hunyader Burggebiet wurde ein Jahr später zur Grafschaft.

### Wiederherstellung und Umgestaltungen im 16. und 17. Jahrhundert
Im Jahr 1534 wurde die Burg infolge von Streitigkeiten zwischen dem damaligen Burgherren Valentin Török und Fürst Johann Zápolya von Emerich Csibak, einem eifrigen Anhänger Zápolyas, belagert, erobert und teilweise zerstört. Kurz darauf änderte Valentin Török seine Ansichten zugunsten Zápolyas. 1535 bestätigte Zápolya infolgedessen Valentins Besitz an der Burg. Er ließ ferner das Bauwerk von Csibak wiederherstellen. 1599 errang Mihai Viteazul kurzzeitig die Landesherrschaft über Siebenbürgen. Im selben Jahr wurden bei Gefechten ein Teil der Burg und der angrenzende Ort Hunedoara von Michaels Walachen in Brand gesteckt.

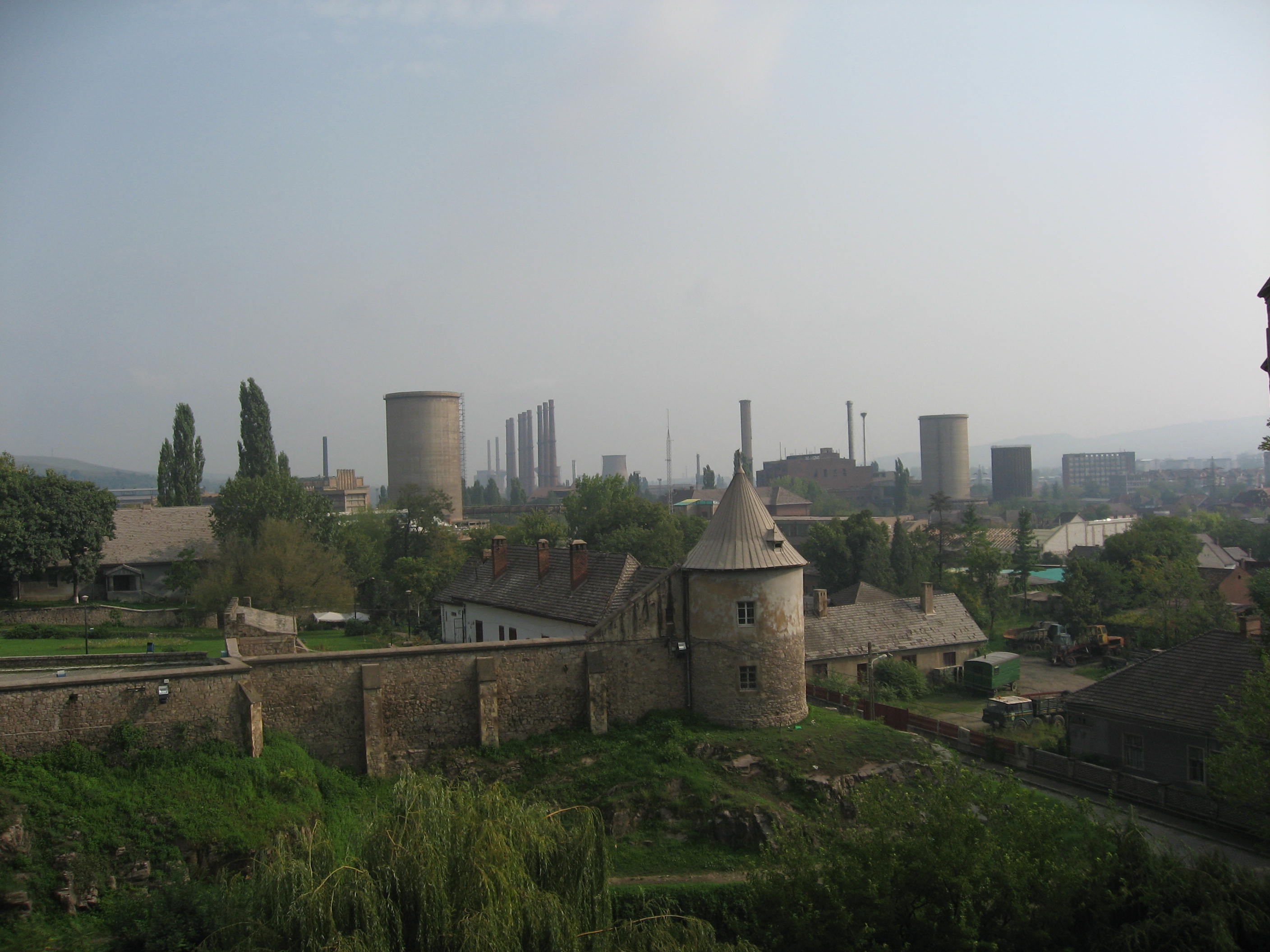
Vorgelagerte Mauer, im Hintergrund das Industriegebiet

Anfang des 17. Jahrhunderts gelangte Fürst Gábor Bethlen in den Besitz der Burg. Gábor war der dritte Eigentümer, der größere Veränderungen an dem Bauwerk durchführte. Bethlen änderte einige Bereiche der Burg für eine neue zivile und militärische Nutzung. Er errichtete den Palatul mare und den weißen Turm (Alb-Turm) an der Ostseite, die Munitionsbastei und den burgenartigen Vorbau. Ferner wurde das Aussehen des Kapelleninnenraums unter der Herrschaft von Bethlen grundlegend geändert.
Zur Zeit Peter Bethlens entstand in einiger Entfernung von der Burgbrücke eine vorgelagerte Mauer, damals „Schranke“ genannt. Sie bildete eine Art Zwinger um den sogenannten „Husarenhof“. In dem durch diese Umfassungsmauer gewonnenen geschützten Raum standen einige Gebäude. Das Erdgeschoss der Gebäude, die dreiundzwanzig Schießscharten hatten, diente gleichzeitig zur Verteidigung. Die oberen Bereiche der Gebäude waren als Wohnungen für Hofrichter und Stallmeister vorgesehen. Sie wurden auch zur Unterbringung der Panduren verwendet.

### Instandsetzungen und Renovierungsarbeiten bis zum 21. Jahrhundert

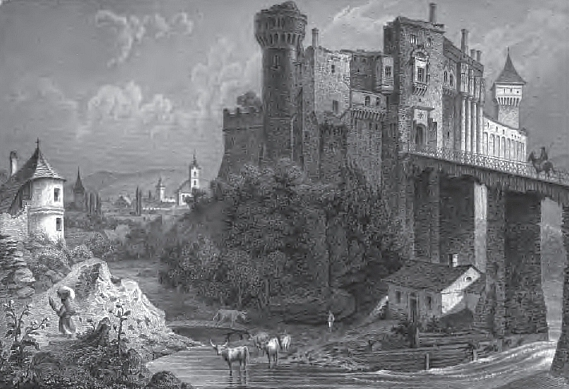
Ansicht vor dem Jahr 1865, genaues Datum unbekannt

Nach dem Tod von Catharina Apafis im Jahre 1724 fiel der Besitz an den Fiskus, der in der Burg das Montanamt unterbrachte und das Gebäude zur Eisenaufbewahrung nutzte. Ein Jahr später wurde die Burg zweckdienlich ausgebessert. Weitere Reparaturen erfolgten in den Jahren 1748 und 1754. Im Jahr 1786 traten an der Bedachung erhebliche Schäden zutage, die ein Jahr später beseitigt wurden.
Zu einer größeren Instandsetzung kam es 1817. In diesem Jahr unternahm Kaiser Franz I. mit seiner vierten Ehefrau Karoline Auguste von Bayern eine Reise nach Siebenbürgen. Nach einem dreitägigen Hoflager in der Burg stellte der Kaiser für die dringendsten Renovierungen einen Betrag von dreißigtausend Gulden zur Verfügung. Kaum waren jedoch die Bauarbeiten abgeschlossen, fuhr bei einem Unwetter ein Blitz in die Kapelle. Dabei entstanden an dieser und an dem umliegenden Bauwerk erhebliche Feuerschäden.
Wegen des schlechten Zustandes der Burg infolge des Blitzschadens kam es später zu einer öffentlichen Intervention eines Hunyader Distriktsgrubeninspektors. Ein Bericht in der Zeitung „Kedveskedőben“ im Juni 1823 darüber führte zu einer Spende des Hunyader Komitates. In den folgenden Jahren konnte die Burg wiederhergestellt werden.
Bis vor Mitte des 19. Jahrhunderts waren der Korridor des im 17. Jahrhundert erbauten Teils der Burg und der zu Zeiten Johann Hunyadis errichtete Flügel noch verfallen. Zudem waren weder der Turm noch die Galerie bedeckt. Die zum Hauptgebäude gehörende große alte östliche Bastion war rot und weiß geschachtelt bemalt. Die Burg zählte siebenundneunzig teilweise zum Burghof liegende Fenster und einhunderteinundachtzig Schießscharten. Einige der anliegenden gotischen Fenster waren von Kugeln beschädigt. Mehrere Wappenbilder über den Türen waren herausgehauen worden. Es gab Regenwasseröffnungen an den Mauerecken. Der Burghof war unregelmäßig und uneben. Fels bildete das Pflaster. Neben den Wirtschaftsgebäuden standen zwei Scheunen, einen Viehstall und einen Geflügelhof gab es in der Umgebung der Burg. Nach der Instandsetzung wurde 1852 das Hunyader Bezirksamt in den Burgräumen untergebracht. Es war an dieser Stelle allerdings nicht lange tätig.

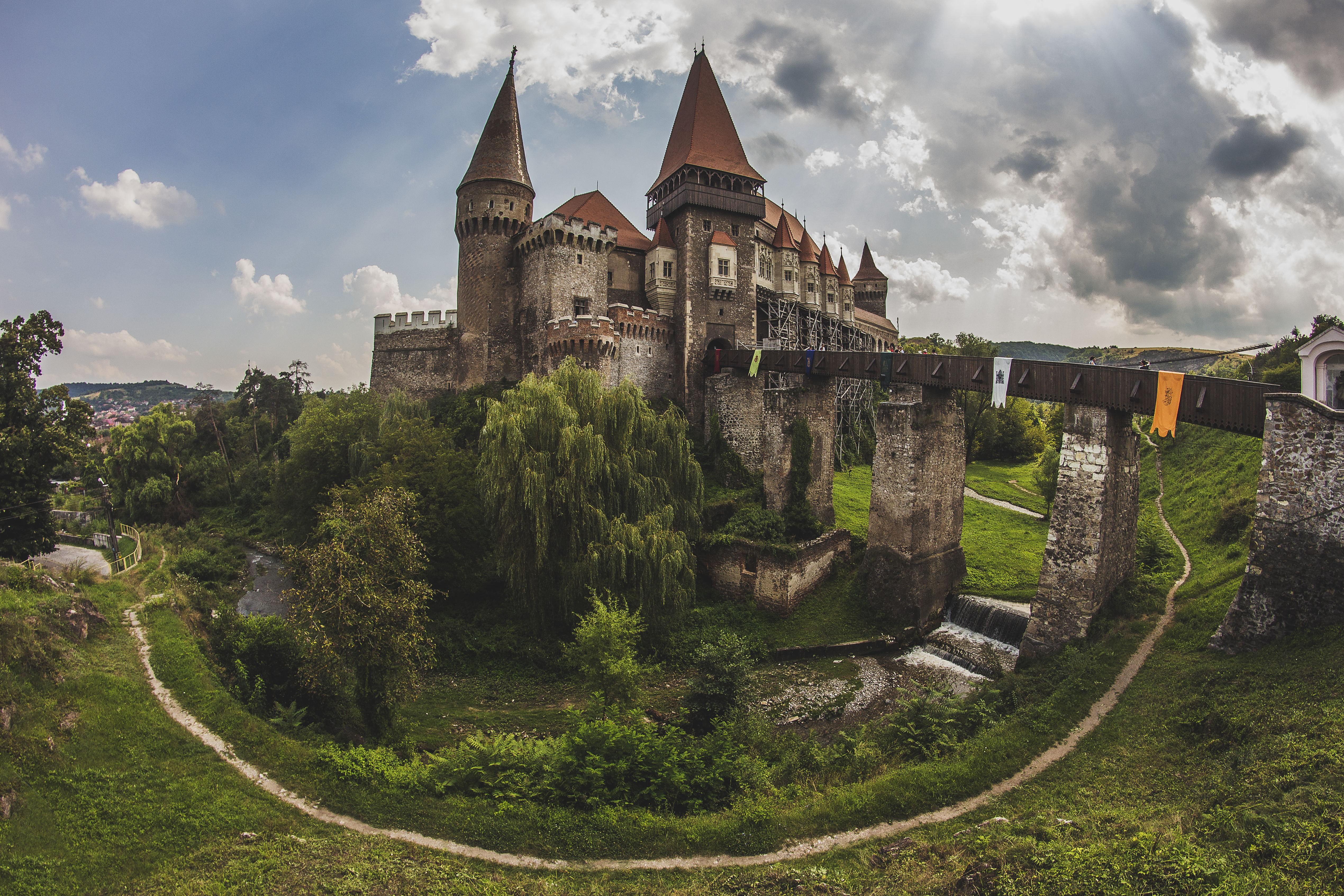
Ansicht 2014

Denn am 13. April 1854, um 23 Uhr, brach in den Gemächern der Nordseite ein Feuer aus, das durch den heftigen Nordwind angefacht an Umfang gewann und endlich das ganze Gebäude einnahm. Trotz aller Anstrengungen war das Feuer nicht mehr zu zügeln. Aufgrund dieses Brandes bzw. der vorherigen Brände wird das Bauwerk auch „schwarze Burg“ genannt.
Größere Renovierungsarbeiten an der Ruine wurden erst im Jahr 1868 unter dem Architekten Ferenc Schulcz aufgenommen. Schulcz begann unter anderem mit der Wiederherstellung der gotischen Architektur im Rittersaal und der Restaurierung alter Skulpturen. Nach seinem Tod setzte Imre Steindl, der Erbauer des Parlamentsgebäudes in Budapest, die Arbeiten bis 1874 unter anderer Gewichtung fort. Steindl war aber offensichtlich nicht an einer Wiederherstellung, sondern an einer Erneuerung der Burg interessiert. Spätere Renovierungen führten die Architekten Iuliu Piaczek und Antal Khuen durch. Die Burg hat aus heutiger Sicht stark unter den inadäquaten Restaurierungsarbeiten des 19. Jahrhunderts gelitten.
1907 nahm der Architekt Stefan (Istvan) Möler die unterbrochenen Arbeiten wieder auf. Eine neue Phase der Restaurierung begann 1956 auf der Grundlage der Forschungsarbeiten von Oliver Velescu, einem Historiker und Architekten der Denkmalpflege. Mit der Aufnahme in den Nationalen Plan für Restaurierung im Jahr 1997 wurden weitere Bau-, Elektro- und Heizungsarbeiten sowie Restaurierungs- und Konservierungsarbeiten an Fresken und künstlerischen Objekten durchgeführt.
Das rumänische Parlament stellte für die Instandsetzungen bis zum Jahr 2004 Geldmittel zur Verfügung.

## Beschreibung der Burganlage

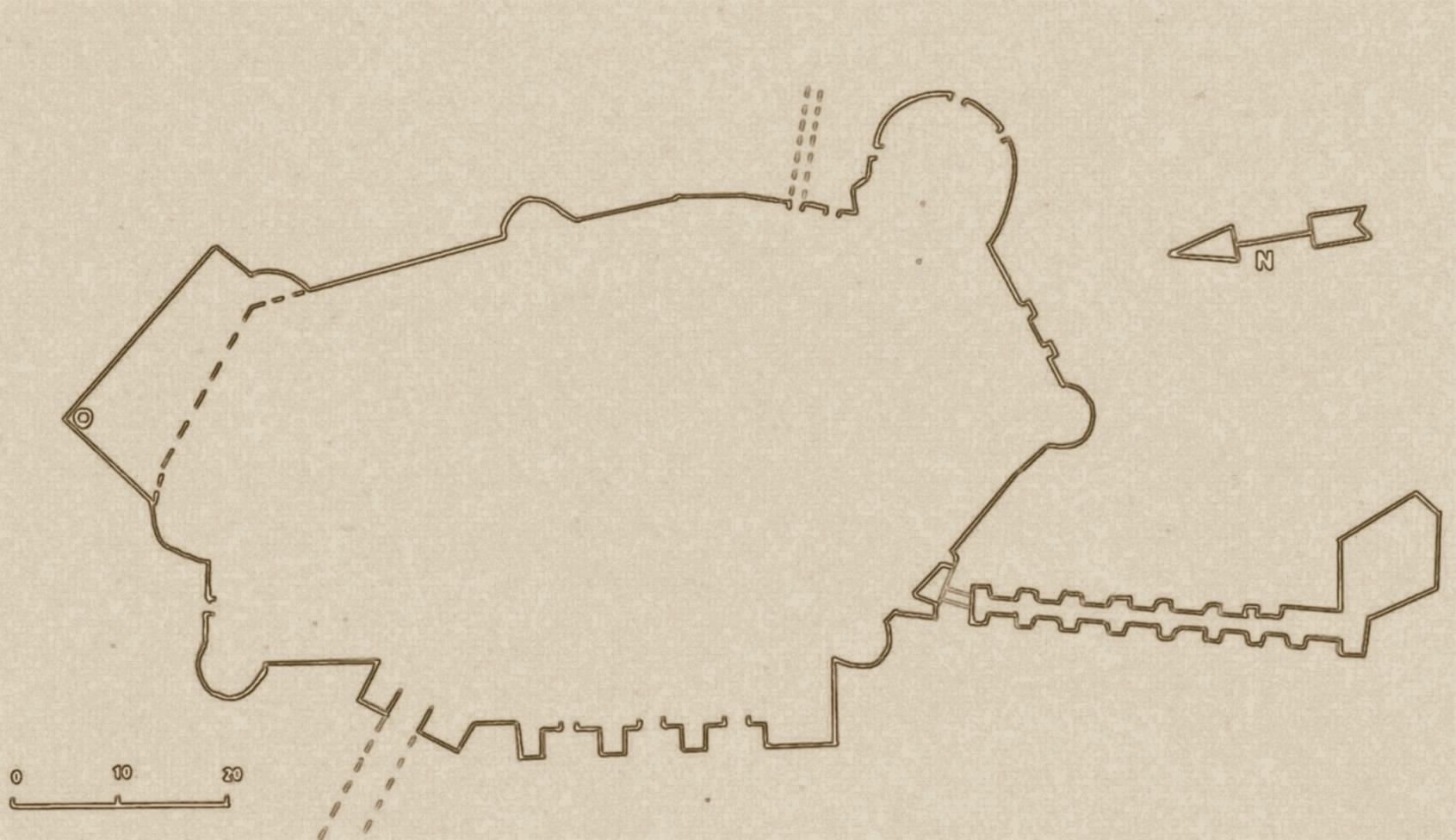
Umrissplan der Burg

Die Burg steht westlich der Altstadt von Hunedoara auf einem Felsen mit einer Fläche von rund 7.000 Quadratmetern.
Das Bauwerk wird auf der West- und Südseite von dem Fluss Zlasti eingeschlossen. Auf der Ost- und Südseite umschließt ein großer Festungsgraben die Burg. Teile der vorgelagerten Umfassungsmauer um den sogenannten „Husarenhof“, der in einiger Entfernung von der Burgbrücke errichtet wurde, sind noch erhalten.
Die Abmessungen der Burg variieren in der Breite zwischen 10 Metern (im Bereich des Njeboisa-Flügels) und 50 Metern. In der Nord-Süd-Ausdehnung (einschließlich Njeboisa-Turm) ist die Burg rund 120 Meter lang. Die Räumlichkeiten der Burg und ihrer Nebengebäude beziffern sich auf fünf Basteien, zwei Hallen, zwei Säle, fünf Vorzimmer, achtundzwanzig Wohnzimmer, neun Erkerstübchen, ein Backhaus sowie eine an der Ostseite gelegene Kasematte. Hinzu kommen noch die Kapelle und zwei Terrassen an der nördlichen Seite.

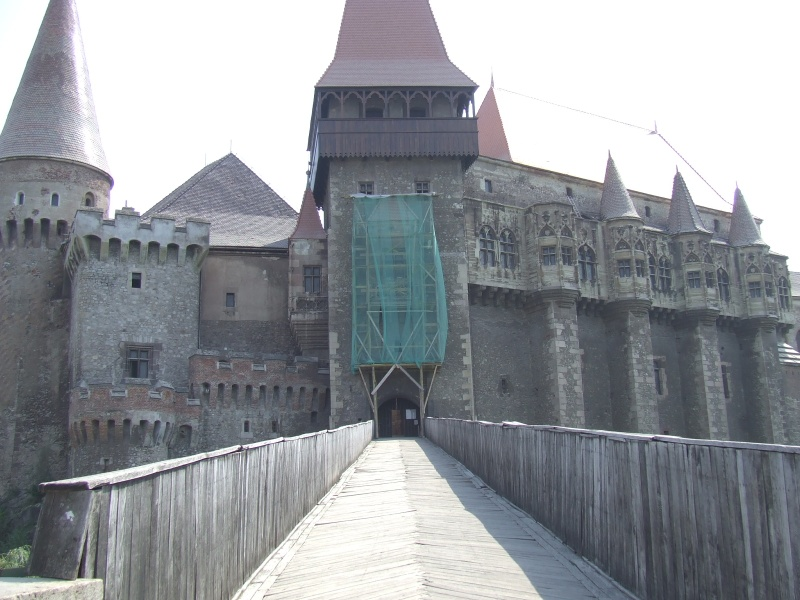
Brücke Haupteingang

Man gelangt über zwei Brücken in die Burg. Der Hauptzugang auf der Westseite erfolgt über eine auf steinernen Pfeilern stehende mächtige Holzbrücke, an deren Ende sich eine Zugbrücke befindet, welche die Schlucht des Zlaști überwindet. Unmittelbar vor der Brücke steht ein Heiligenhäuschen. Direkt unterhalb der Hauptbrücke neben dem Fluss Zlaști sind die Reste eines zerfallen Gesindehauses erhalten. Die kleine ältere Holzbrücke steht auf der östlichen Seite der Burg. Nach dem Überschreiten der Hauptzugangsbrücke gelangt man an den viereckigen Portalturm (Turnul nou de poarta). Über dem Haupttor ist die Jahreszahl 1480 zu sehen. An dem Brückenende, einige Schritte hinter der Statue des heiligen Johannes Nepomuk, ist die Inschrift BEATVS IOANNES NEPOMVCENVS SANGVIN(IS) VNDA VT VE(STE) PVRPVRATVS HVNGARIAE (PATRONVS) mit der Jahreszahl 1664 zu lesen.

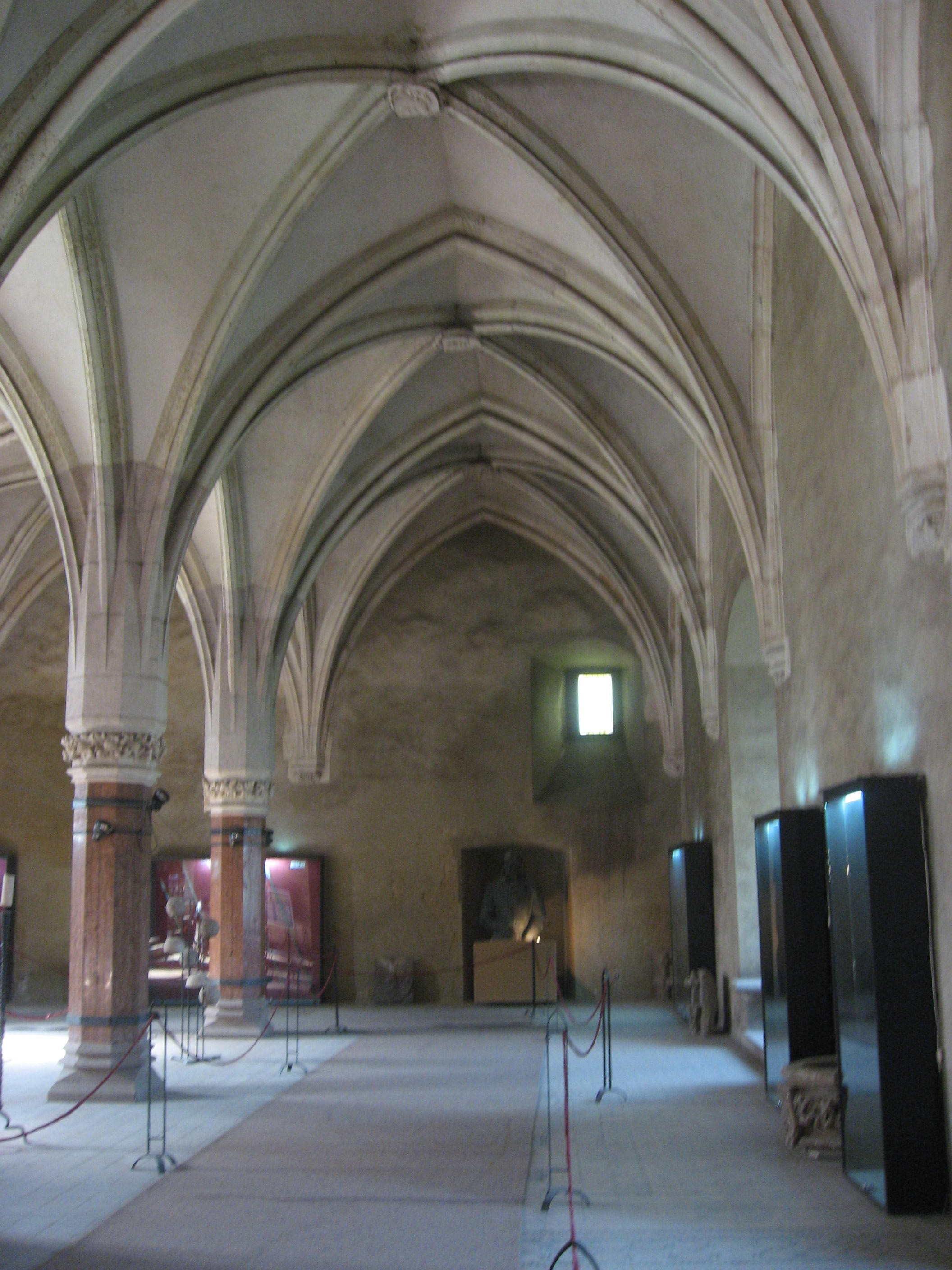
Rittersaal

Um den überschaubaren Burghof herum gruppieren sich die ehemaligen Wohn- und Repräsentationsräume. Der Kerkerbereich und das Beinhaus liegen im Kellergeschoss, der Rittersaal und der Kapellenraum im Erdgeschoss. Das Familienwappen der Hunyadis mit Rabe und Ring ist an mehreren Stellen am Bauwerk angebracht. Einige Wappen sind an Türen angebracht bzw. wurden oberhalb von Türeingängen ins Mauerwerk eingemeißelt. Im Rittersaal befinden sich an der gewölbten Decke am Zusammenlauf der Wölbungskantenenden steinerne Dekorationen mit weiteren Wappenbildern. Die bekannteste Burginschrift ist an einer gotischen Stützsäule im Rittersaal zweimal angebracht. Die Schrift, die sich schon auf den Erbauer Johann Hunyadi bezieht, ist auf einem Säulenband einmal in gotischer und noch einmal in lateinischer Schrift eingemeißelt. Die lateinische Inschrift lautet: Hoc opus fecit fieri Magnificus Johannes de Hunyad regni Hungariae gubernator. Anno Domini – MCCCCLII. Das Gesinde war ebenfalls im Erdgeschoss untergebracht. Im 1. Obergeschoss befand sich der Ratssaal. Die Gäste waren im 2. Obergeschoss bzw. Dachgeschoss im südlichen Teil der Burg untergebracht.
Angrenzend an die Hauptzugangsbrücke mit dem Portalsturm sind im Uhrzeigersinn die erste Terrasse und die Loggia Matia (Matthiasflügel) angebaut. Das bekannteste Fresko der Burg aus dem 15. Jahrhundert erblickt man im Matthiasflügel. Es zeigt auf sechs Bildern drei Szenen. Die erste Szene im unteren Teil der schlecht erhaltenen Abbildung zeigt einen Mann mit erhobener rechter Hand. In dem gegenüberliegenden besseren Bild hält eine Frau in der rechten Hand einen Apfel mit einem Kreuz. In der zweiten Szene im mittleren Teil der Abbildung hält eine männliche Person in der rechten Hand einen Ring. Die Frau auf dem angrenzenden Bild erhebt ihren linken Arm und wendet ihren Kopf ab. Des Weiteren ist in der Darstellung ein Rabe mit einem Band im Schnabel zu sehen. Die dritte Szene im oberen Abbildungsbereich zeigt eine Geste des Mannes. Auf der anderen Seite hält eine schwangere Frau in ihrer linken Hand eine Schlaufe mit zwei Ringen. Das Fresko passt zu einer weiteren Abbildung, auf der eine Jagdszene mit einem Wildschwein zu sehen ist.

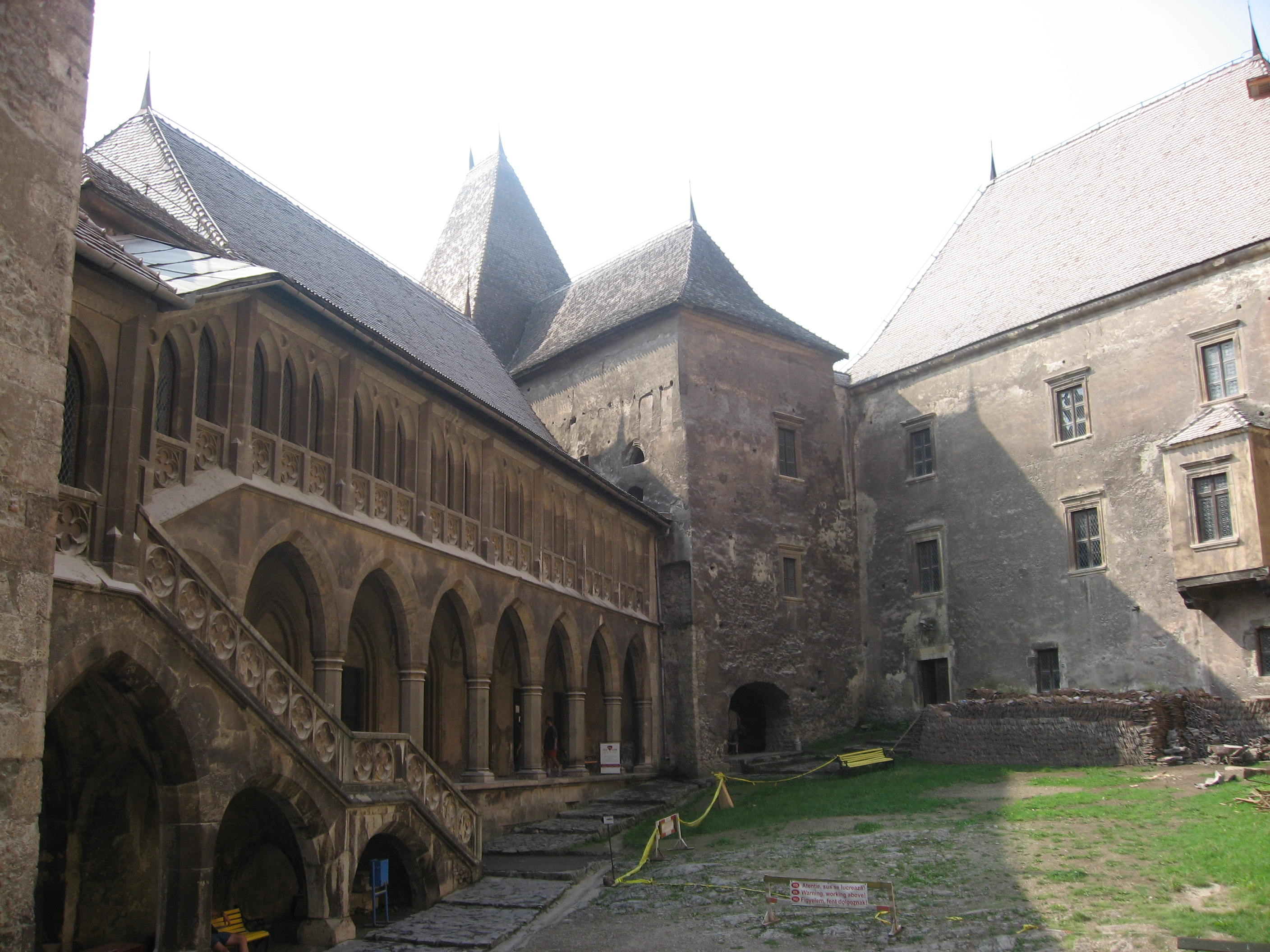
Burghof

In der Burg sind noch weitere Fresken aus der Epoche von Matthias Corvinus erhalten, der Wände mit Gemäldeserien verzieren ließ. Neben Fresken mit Hofspielen im Renaissancestil gehören vermutlich auch die noch erhaltenen Bilder aus der Rabensage dazu. Die Fresken wurden 1883 von Stefan Möller, einem Professor für mittelalterliche Baugeschichte aus Budapest, entdeckt. Möller sah darin den Beweis für die angebliche Abstammung Hunyadis von König Sigismund. Andere Historiker sahen in den Abbildungen die Entstehungsgeschichte des Familienwappens. Die allegorischen Fresken stellen nach der vorherrschenden Meinung von Fachleuten eine zusammenhängende Reihe von Ereignissen dar.

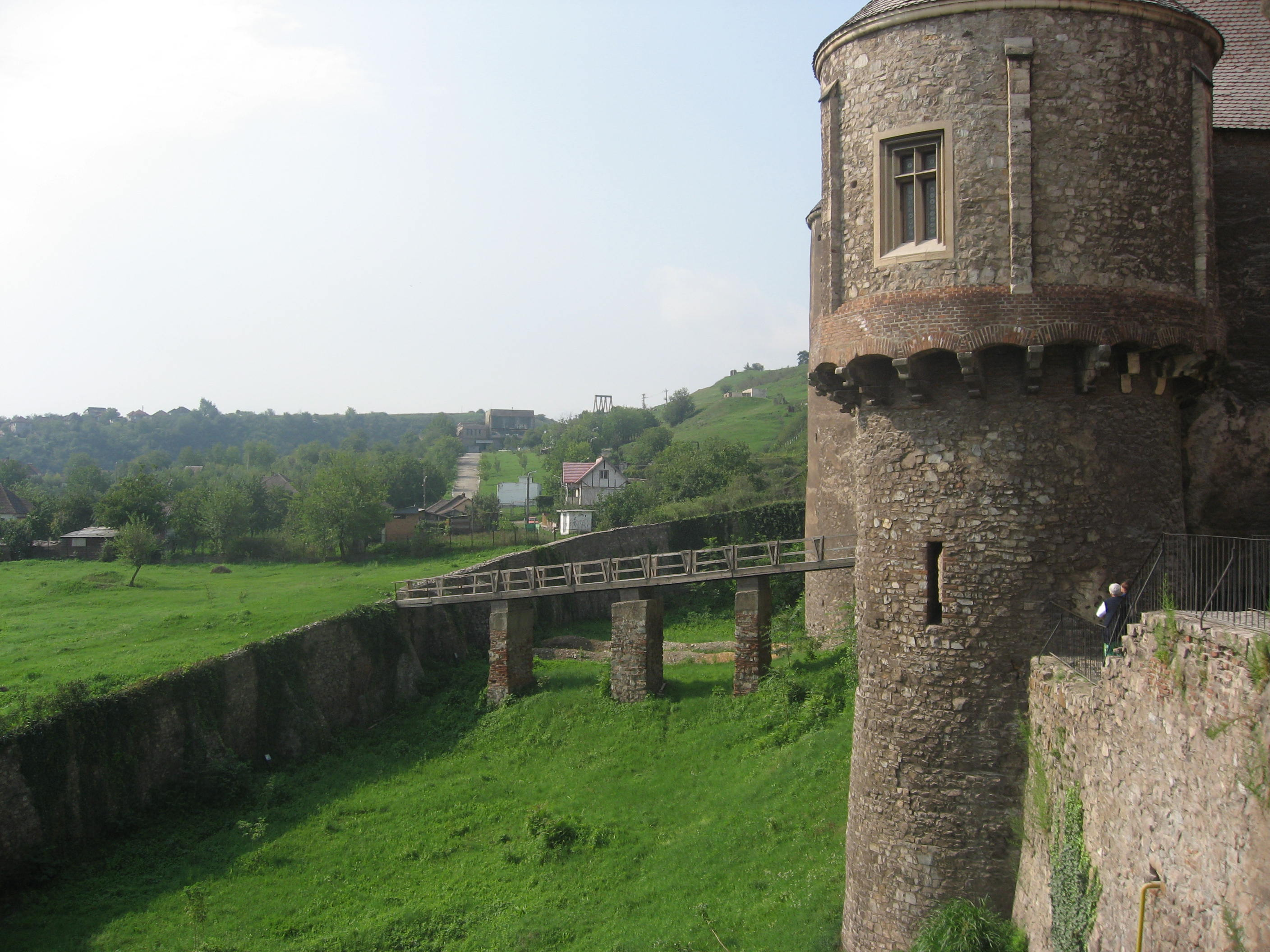
Kleine Brücke an der Ostseite

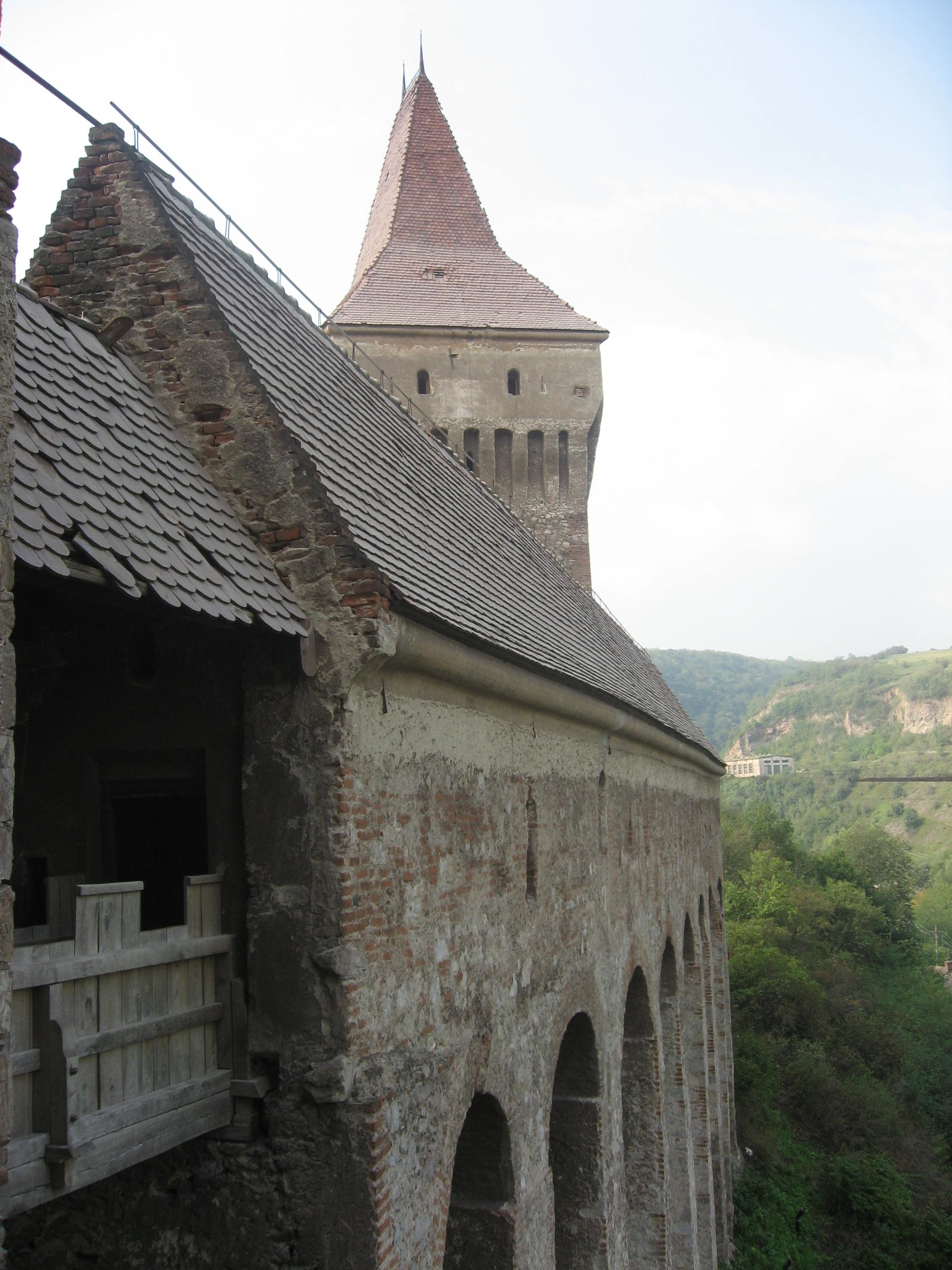
Njeboisaturm und Galerie

Hinter der Loggia im nördlichen Teil der Burg liegt der Pictat-Turm (auch Buzdugan-Turm genannt) mit der zweiten Terrasse (Platforma de artilerie). Zwischen den beiden Rundtürmen Pictat und Tobosarilor befinden sich im östlichen Teil des Bauwerks die Kapelle und daneben der Burgbrunnen. Auf den Strebepfeilern der Kapelle steht eine altarabische Inschrift. Lange Zeit wurde die Inschrift mit der Brunnensage in Verbindung gebracht. Sie wurde gedeutet mit: „Ihr habt vielleicht Wasser, aber kaum Gefühle.“ Der arabische Schriftexperte Mihail Guboglu übersetzte die Inschrift anders. Nach seiner Übersetzung meißelte vermutlich ein Gefangener folgenden Satz in den Stein: „Derjenige, der diesen Brunnen gegraben hat, ist Hassan, der als Gefangener bei den Giauren lebt, in der Festung neben der Kirche.“ Im östlichen Burgflügel an einem Mauerstein befinden sich ferner die Buchstaben G.B. (für Gábor Bethlen) und die Jahreszahlen 1624 und 1629.
Es folgen das Palatul mare und das alte Torhaus (Turnul vechi de porta). Dazwischen liegt der alte Zugangsbereich mit der kleinen Holzbrücke. Der weiße Turm (Turnul alb) steht direkt neben der Brücke, auf der südlichen Burgseite der Pustiu-Rundturm. Der abseits stehende südliche Njeboisa-Turm ist über eine 33 Meter lange, auf runden zugemauerten Bogenpfeilern stehende Galerie mit der Burg verbunden, mit einer überdachten Zugbrücke am Ende der Galerie. Angrenzend an die Galerie stehen im Westen der Capistrano-Turm und das Palatul mare mit dem Rittersaal. Vier kunstreich verzierte gotische Türmchen zieren diesen Bereich. Von dort erreicht man wieder die Hauptbrücke mit dem Portalturm.

### Nachbildungen der Burg
Im Stadtwäldchen der ungarischen Hauptstadt Budapest entstand 1896 die Burg Vajdahunyad. Die Burg wurde zur Millenniumsfeier des ungarischen Volkes zunächst als Holzmodell zur Veranschaulichung der ungarischen Architektur angefertigt. Wegen der großen Resonanz errichtete der ungarische Baumeister Ignác Alpár anschließend die heutige Burg aus Stein. Der Hauptteil des Bauwerks entstand nach dem Vorbild der Burg Hunedoara (damals Burg Vajdahunyad). Kopiert wurden unter anderem der Njeboisa-Turm und die kunstreich verzierten gotischen Türmchen.
Darüber hinaus wurde Burg Hunedoara in der Zeit zwischen November 2006 und Januar 2007 in einem Lego-Modell nachgebaut.

## Heutige Nutzung

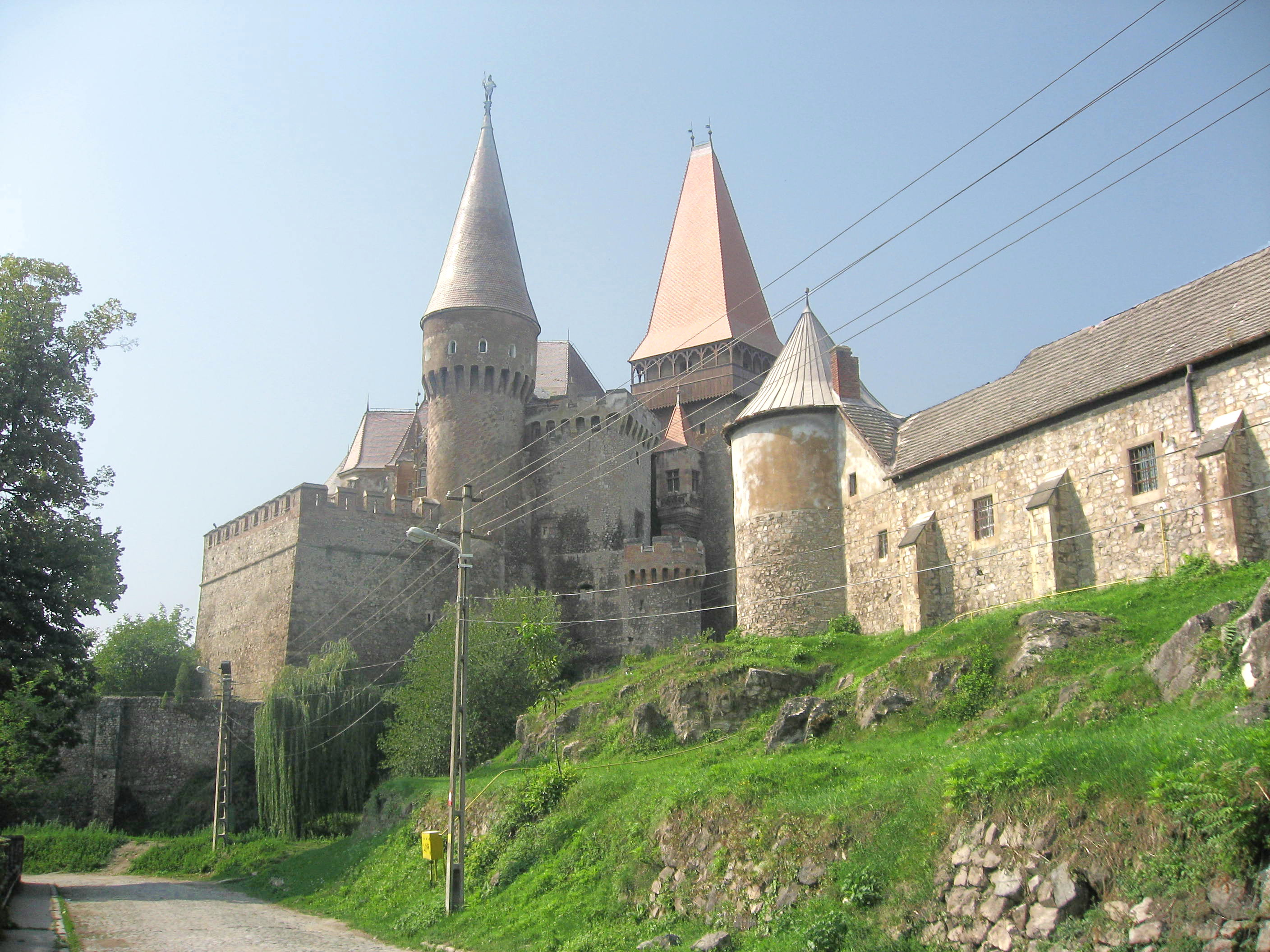
Seitenansicht auf die Terrassen

Eine Besichtigung der Burg einschließlich Museumsbesuch oder eine Anmietung für kommerzielle Filme ist nach vorheriger Absprache möglich. Die Burg ist ganzjährig öffentlich zugänglich. Spezielle Führungen für Einzelpersonen und Gruppen werden angeboten. Dasselbe gilt auch für Foto- und Filmaufnahmen. Regelmäßig finden auf dem Burggelände mittelalterliche Veranstaltungen bzw. Feste statt.
1974 wurde das Schlossmuseum eröffnet. Zu Beginn beherbergte es mittelalterliche Stücke. Die Sammlungen erweiterte man später um Archäologie, Völkerkunde, dekorative Kunst und alte Bücher. Das Museum beschäftigt sich seit 1990 ferner mit dakischer und römischer Geschichte. Mittlerweile hat das Museum die Schriftenreihe CORVINIANA – Acta Musei Corvinensis, Ed. Muzeul Castelul Corvinilor, mit zehn Bänden (Band 1: 1994, Band 2: 1995, Band 3: 1996, Band 4: 1997, Band 5: 1998, Band 6: 1999, Band 7: 2000, Band 8: 2001, Band 9: 2005, Band 10: 2006) herausgegeben.
Die Burg wird oft als Filmkulisse gemietet. Eine Vielzahl von rumänischen und internationalen Filmproduktionen (künstlerische Filme, Dokumentarfilme oder Werbespots) wurde bereits dort gedreht. Zu den Produktionen gehören unter anderem François Villon, Mihai Viteazul, Michelangelo Buonarotti, The Damned Kings, Vlad, Jacqou le Croquat, Blood Rayne, Martin Luther, Nostradamus (1994) und Heinrich der 8. Auch die Pro7-Fernsehserie 48 Stunden Angst wurde 2002 in der Burg gedreht. In dem 2007 aufgenommenen Single-Video Don’t waste your time der Sängerin Kelly Clarkson ist die Burg einige Male als Kulisse zu sehen.
In dem Film The Nun aus dem Jahr 2018 ist die Burg ebenfalls einer der Drehorte. Des Weiteren diente sie auch als Drehort für den Film Die drei ??? – Erbe des Drachen sowie für Außenaufnahmen des Films Nosferatu – Der Untote aus dem Jahr 2024.